# Blaž Jurko
Blaž Jurko, slovenski šolnik, in pionir posavskega planinstva, * 19. januarja 1859, sv. Bric pri Šoštanju, hišna številka 17, † 1944, Vojnik.
Leta 1902 je zgradil prvo planinsko kočo na Lisci, ki se danes imenuje Jurkova koča.
V letu 1933 je objavil knjigo "Moje dogodivščine" in v njej opisal sebe in dogajanje časa v katerem je živel in delal. Veliko zanimivega o kraju in ljudeh v času učiteljevanja na Razborju, pa je najti tudi v Šolski kroniki, ki jo je vsa leta službovanja tako vestno zapisoval.
Tradicijo razborskega učitelja, očeta kulturnega dogajanja v krajih pod Lisco nadaljuje "Kulturno, športno in turistično društvo Blaž Jurko z Razborja pod Lisco".